# Ancelle
Ancelle – miejscowość i gmina we Francji, w regionie Prowansja-Alpy-Lazurowe Wybrzeże, w departamencie Alpy Wysokie.

## Demografia
Według danych na rok 1990 gminę zamieszkiwało 600 osób, a gęstość zaludnienia wynosiła 12 osób/km². W styczniu 2015 r. Ancelle zamieszkiwało 909 osób, przy gęstości zaludnienia wynosi 17,9 osób/km².